# Porrhomma marphaense
Porrhomma marphaense là một loài nhện trong họ Linyphiidae.
Loài này thuộc chi Porrhomma. Porrhomma marphaense được Jörg Wunderlich miêu tả năm 1983.